# Jakobine Engel

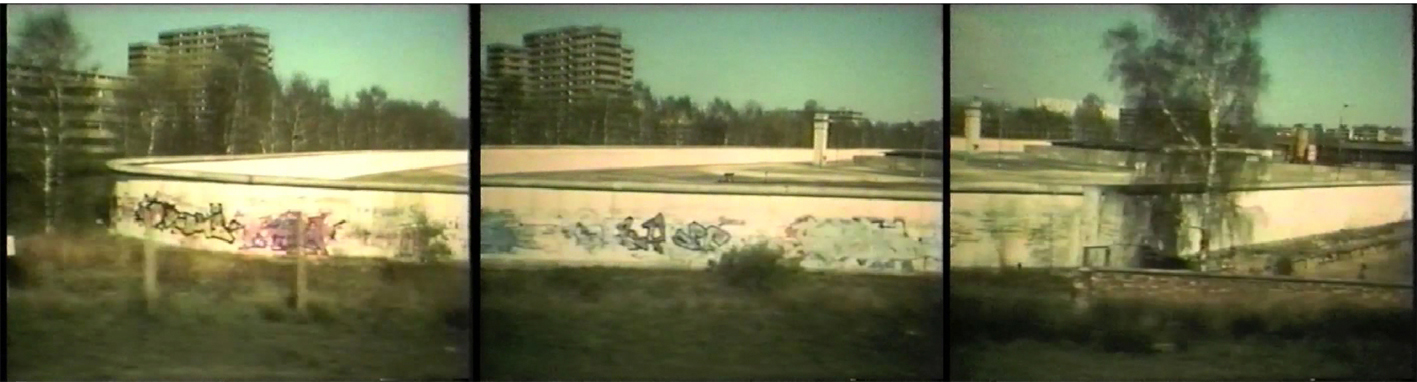
Videoinstallation Grenzgänger. Die Berliner Mauer von 1988 von beiden Seiten in einer Fahrt aufgenommen und auf mehreren Monitoren zeitversetzt abgespielt.

Jakobine Engel (* 1965 in Berlin) ist eine deutsche Filmemacherin, Videokünstlerin und Schauspielerin.

## Leben
Jakobine Engel absolvierte eine Ausbildung zur Regie- und Kamera-Assistentin und wirkte anschließend bei verschiedenen Film- und Fernsehproduktionen mit. Seit 1983 macht sie eigene künstlerische Film- und Videoarbeiten. Sie ist die Tochter von Lilli Engel, lebt und arbeitet in Berlin.

## Schauspiel
- 1980: Das Traumhaus, von Ulrich Schamoni
- 1989: Elektro-Lähmung – Ein Film gegen die Ohnmacht, von Bernward Wember

## Filmografie

### Videos
- 2014: Afrika Made In Berlin (Dokumentation, Berlin, Äthiopien, Senegal)
- 2010: Maikäfer flieg, Ausstellung im Hochbunker
- 2009: Die geteilte Stadt
- 2001: Tunnel
- 1999: Alles Schreit
- 1998/99: Hold On (Musik-Video)
- 1998: Die Reise (Tanzvideo)
- 1998: Village des Arts (Dokumentation, Dakar)
- 1997: In Städten (Tanzvideo)
- 1996: Berlin-Hauptstadt der DDR (Video)
- 1996: MAYA - Die Welt der Erscheinungen II

### Videoskulpturen - Installationen

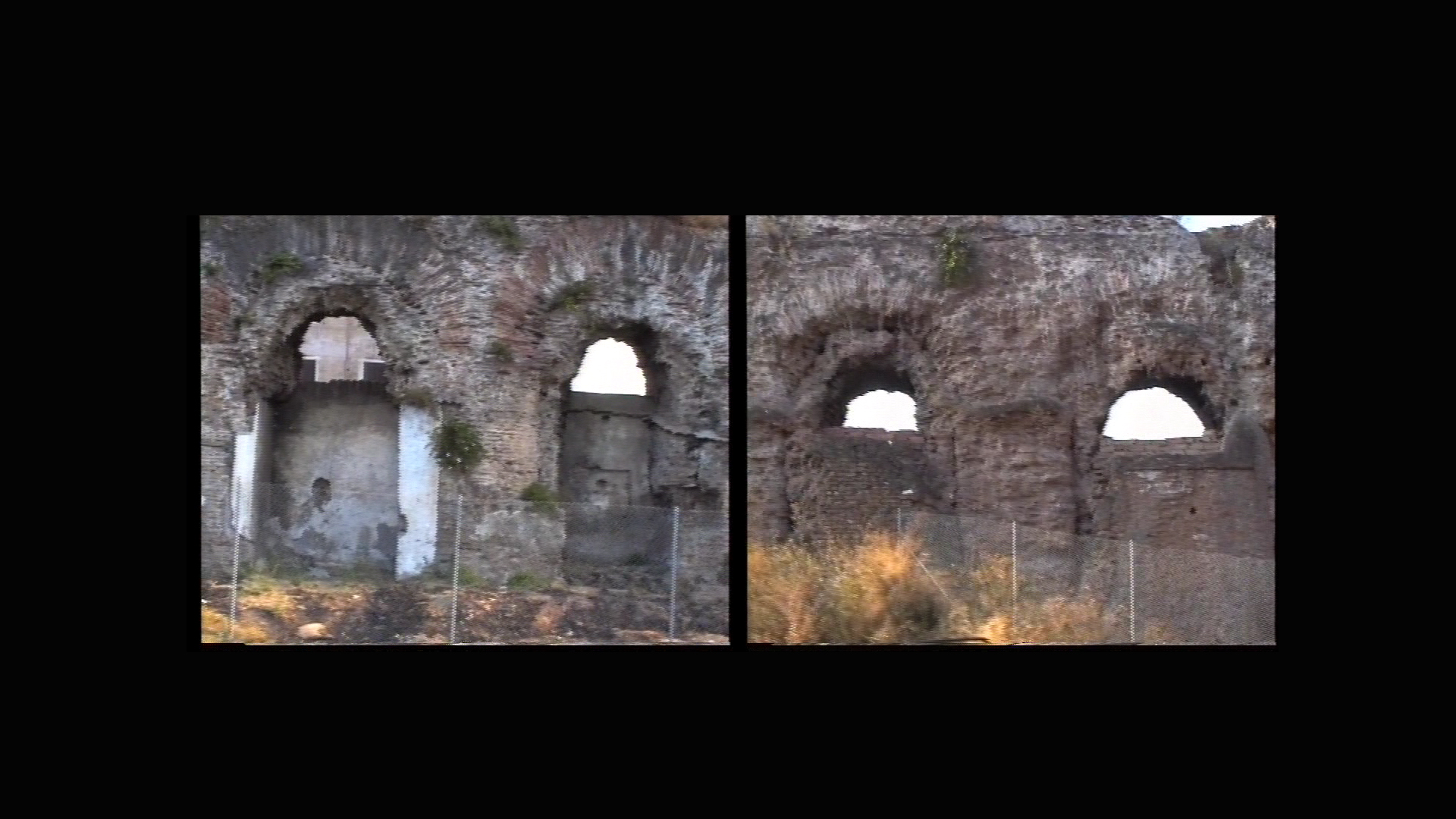
Videoinstallation Panta Rhei. Die römische Mauer und das Aquädukt mit Texten von Heraklit, Empedokles und Epikur.

- 2004: World Order (5 Projektionen, 5 Videos)
- 2001: Rausch (3-15 Projektionen)
- 1998: Vor dem Abriss (2 Projektionen)
- 1996: GAÏA (45 min., 50 Monitore, 5 Videos)
- 1995: Maya - Die Welt der Erscheinungen I+III, Videoskulpturen (45 min., 25-50 Monitore, 5 Videos)
- 1992: Panta Rhei (6 Monitore, 6 Videos)
- 1989: Grenzgänger (10 Monitore, 10 Videos)

### Filme
- 1988: Recycling (10min., 16mm)
- 1983: ZONE (Super-8, 14 min.)

### Fernsehbeiträge
- 1998: Unwertes Leben? (Feature 5 min., Beta SP) MDR, B1, ORB, N3
- 1997: Der §3a (Feature 7 min., Beta SP) MDR, B1, ORB, N3
- 1996: Leben im Modulsystem, (Feature 7 min., Beta,) MDR, B1, ORB, N3
- 1993: Selbstporträt, (7 min. Beta SP) MDR, B1, ORB, N3
- 1987: Experimentell und Innovativ, Sendung im Offenen Kanal, Berlin

### Festivals - Ausstellungsbeteiligungen
- 2016: Projektraum Ventilator
- 2015: Berliner Liste Medienwerkstatt
- 2009: Fallmauerfall in Berlin im Ephraim-Palais, Städtisches Museum Berlin.
- 2009: Temporary Art Zone in Potsdam (Grenzgänger und Zone)
- 2009:  Reise um die Welt, Kunst-Halle Strimmiger Berg
- 2005: Städtische Galerie Lüdenscheid; 2005 Neues Museum Weserburg Bremen
- 2004:l Deutsche Video-Installations-Kunst 2002-2004, (World Order)
- 2004: Skulpturenmuseum Glaskasten, Marl; Kunsthalle Bremen;
- 2004: Shorts at Moonlight, Hofheim, Wasserschloß
- 2004: Magistrale-Kulturnacht, Berlin (World Order)
- 2001: Theater am Hallischen Ufer, Berlin (Rausch)
- 2001: Freiheit jetzt, Berlin
- 2001: Filmhaus Köln (Rausch)
- 2001: Landfraktale, Schloss Neuenstein/Saasen (Tunnel)
- 2000: Filmhaus Koeln
- 2000: tone central, Koeln
- 2000: veni vidi video, Kunstfaktor Produzentengalerie, Berlin
- 2000: Flashback, Kunstfaktor Produzentengalerie, Berlin
- 2000: Antike und Gegenwart, Akademie der Künste, Berlin (Panta Rhei)
- 2000: Cinarchea (4. Internationales Archäologie-Film-Kunst-Festival, Kiel) Jury-Auszeichnung Diplom für Maya
- 1999: Potentiale bündeln im U-Bahn Viadukt, Berlin, (Panta Rhei)
- 1999: Stükke Theater Berlin (Panta Rhei 2. Fassung mit Jutta Lampe)
- 1999: Blue Box-Videoforum, Wiesbaden; 1999 Neues Museum Weserburg, Bremen; 1999 Städtische Galerie im Lenbachhaus, München
- 1999: various artists, Kunstfaktor Produzentengalerie, Berlin
- 1999: Badischer Kunstverein, Karlsruhe.
- 1998: Deutsche Video-Kunst 1996-1998, Skulpturenmuseum Glaskasten, Marl
- 1998: NeuerBerlinerKunstverein, Berlin;
- 1998: Videotanzpreis Choreographischen Zentrum NRW1999: Kunstverein Braunschweig
- 1998: Schwentine Schule, Kiel (Vor dem Abriss)
- 1998: Panta Rhei zur Berlinale im Inter-Conti (1. Fassung mit Renate Reiche)
- 1996: Ars Digitalis, Berlin, Publikums Preis für Berlin-Hauptstadt der DDR
- 1996: Deutsche Video-Kunst 1994 - 1996, Skulpturenmuseum Glaskasten, Marl, Badischer Kunstverein, Karlsruhe, Blue Box Videoforum, Wiesbaden, Neuer Berliner Kunstverein, Berlin Sprengel Museum, Hannover, Neues Museum Weserburg, Bremen Städtische Galerie im Lenbachhaus, München,
- 1990: Video Festival, Salzgitter
- 1990: European Media Art Festival, Osnabrueck
- 1990: Club der Kulturschaffenden, Berlin
- 1990: SFB-Foyer, Berlin
- 1989: Interzona, Verona
- 1986: Film Werkschau, München
- 1985: Interfilm 3, Berlin
- 1985: Experimentalfilm Fest, Osnabrück

### Film-, Video- und Theaterbeteiligungen
- 1999: Alles Schreit, (9 Min. Digital Video) Quadrinale in Prag Video zum inszenierten Ausstellungsraum
- 1999: Belgrader Trilogie (Stükke Theater Berlin: Videoarbeit als Bestandteil des Bühnenbildes)
- 1997: DaDa Sophie (Theater im Podewil, Berlin)
- 1997: City Flower of the World (Berlin-Beitrag zur Video-Installation)
- 1991: Film Haus Berlin zeigt: (außergewöhnliche Filme aus No Budget Produktionen im Club der Kulturschaffenden, Berlin)

## Preise und Anerkennungen
- 2004: Marler Video-Installations-Preis 2002-2004, World Order
- 2000: Cinarchea, Jury-Auszeichnung Diplom für Maya, 4. Internationales Archäologie-Film-Kunst-Festival, Kiel
- 1998: Marler Video-Installations-Preis 1996-1998, GAÏA
- 1998: Videotanzpreis, Workshop, Choreographischen Zentrum NRW
- 1996: Marler Video-Installations-Preis 1994-1996, Maya
- 1996: Ars Digitalis, Berlin, Publikums Preis, Berlin-Hauptstadt der DDR